# Մ
La Մ, minuscolo մ, è la ventesima lettera dell'alfabeto armeno. Il suo nome è մեն, men (armeno: [mɛn]).
Rappresenta foneticamente la consonante nasale bilabiale [m].

## Codici
- Unicode:
  - Maiuscola Մ: U+0544
  - Minuscola մ: U+0574